# Ermita de San Sebastián (La Yesa)
La ermita de San Sebastián es un pequeño templo situado en el municipio de La Yesa, a un kilómetro de la población, en la carretera de Alpuente. Es Bien de Relevancia Local con identificador número 46.10.262-002.

## Historia
Su origen se remonta al siglo XIII. A inicios del siglo XXI no tiene uso religioso, aunque es posible que se utilice para tareas agrícolas o ganaderas.

## Descripción
El edificio corresponde al estilo gótico-mudéjar. Se trata de una larga nave de mampostería reforzada con sillares en las esquinas y con dos contrafuertes en cada lado. Entre los dos de la derecha se abría la  puerta de entrada original -emplazamiento similar al de la vecina ermita de San Juan Bautista- bajo arco de medio punto con dovelas. Este acceso se cegó con mampuestos y se practicó una nueva puerta adintelada en la fachada. La cubierta es a dos aguas y estuvo parcialmente hundida en su mitad posterior hasta que fue reparada con tejas nuevas. En el vértice del hastial se levantaba  una espadaña, actualmente derribada, y bajo ella hubo una ventana rectangular que fue cegada.

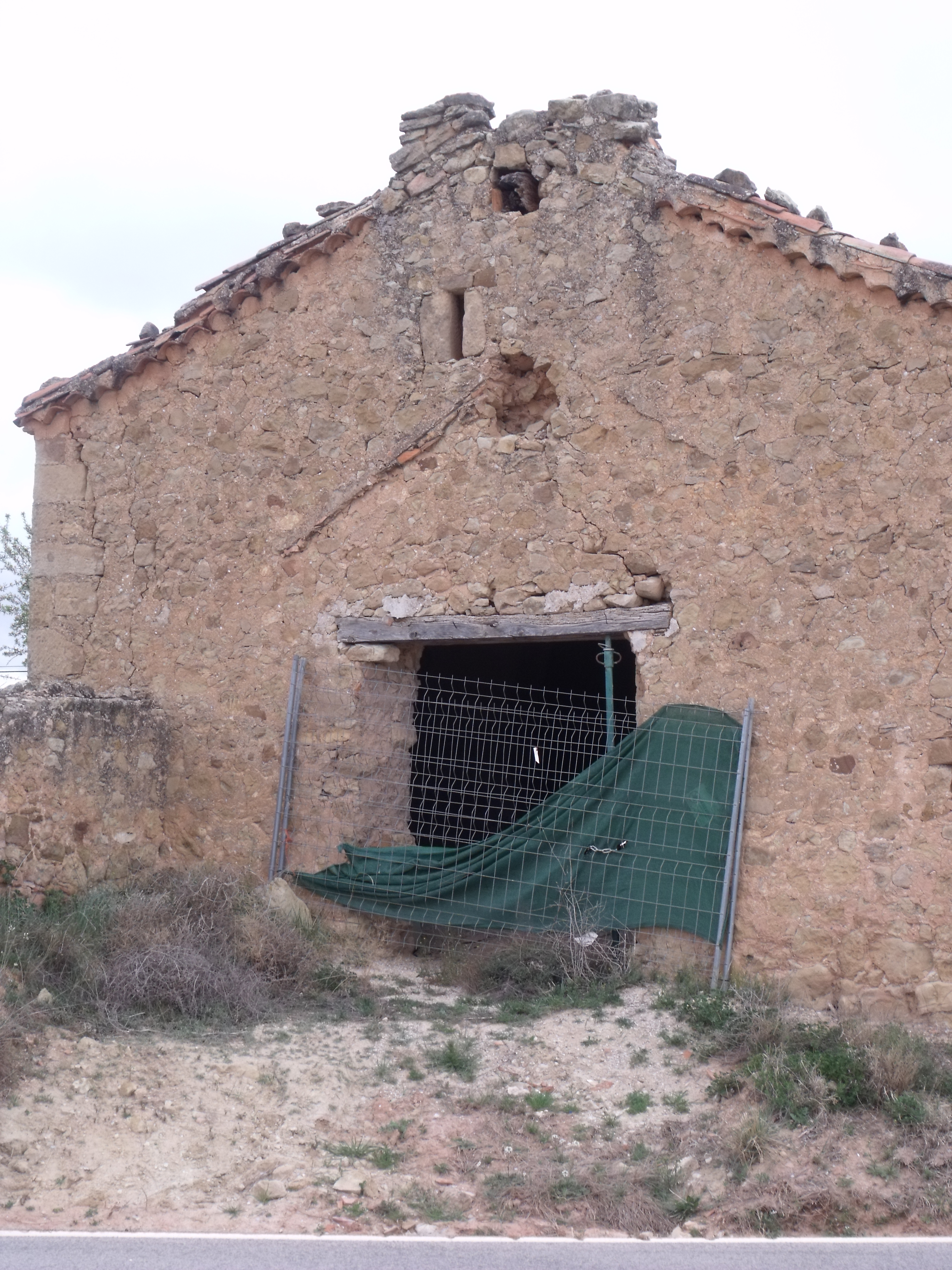
Puerta acceso
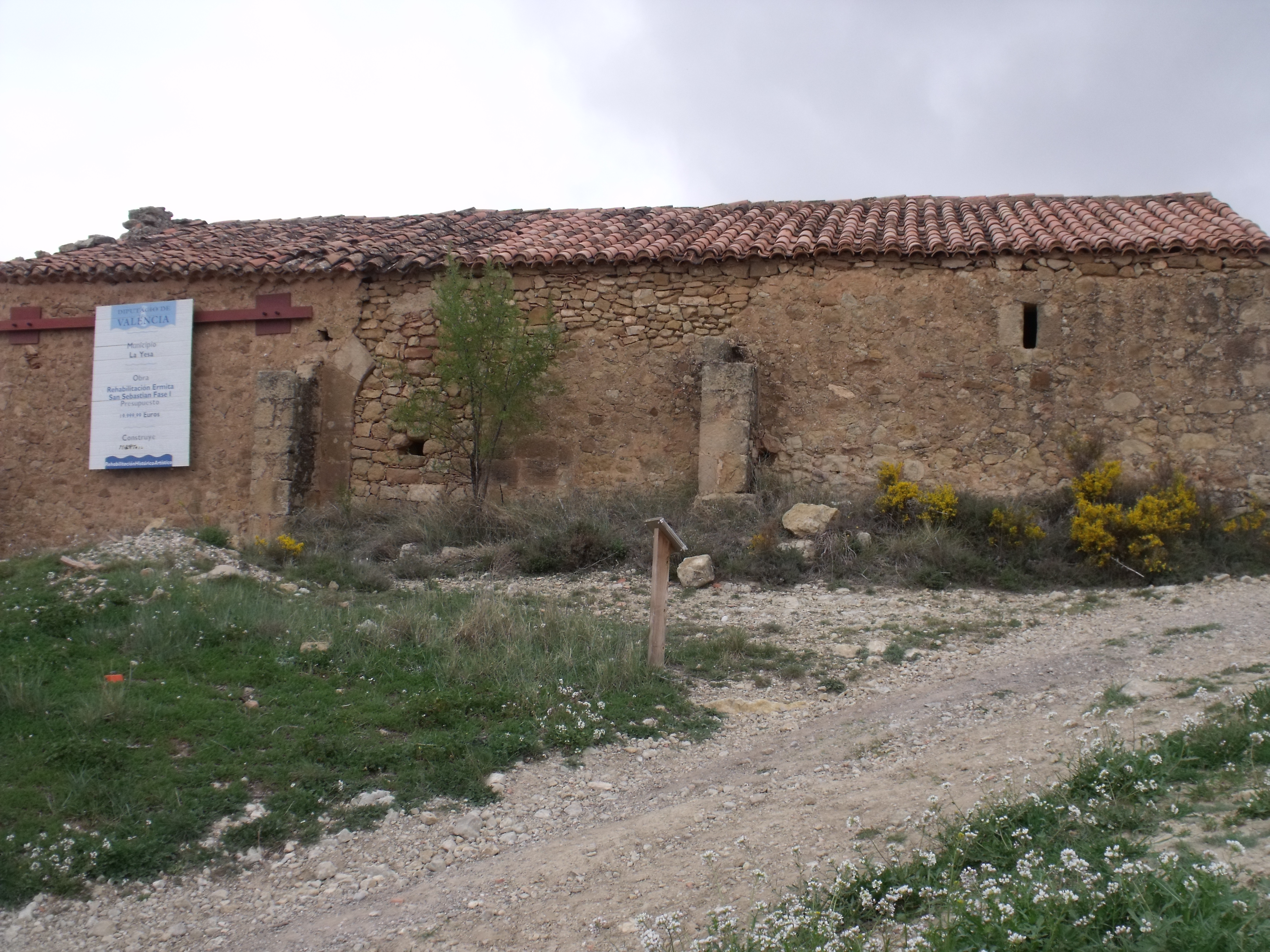
Fachada lateral
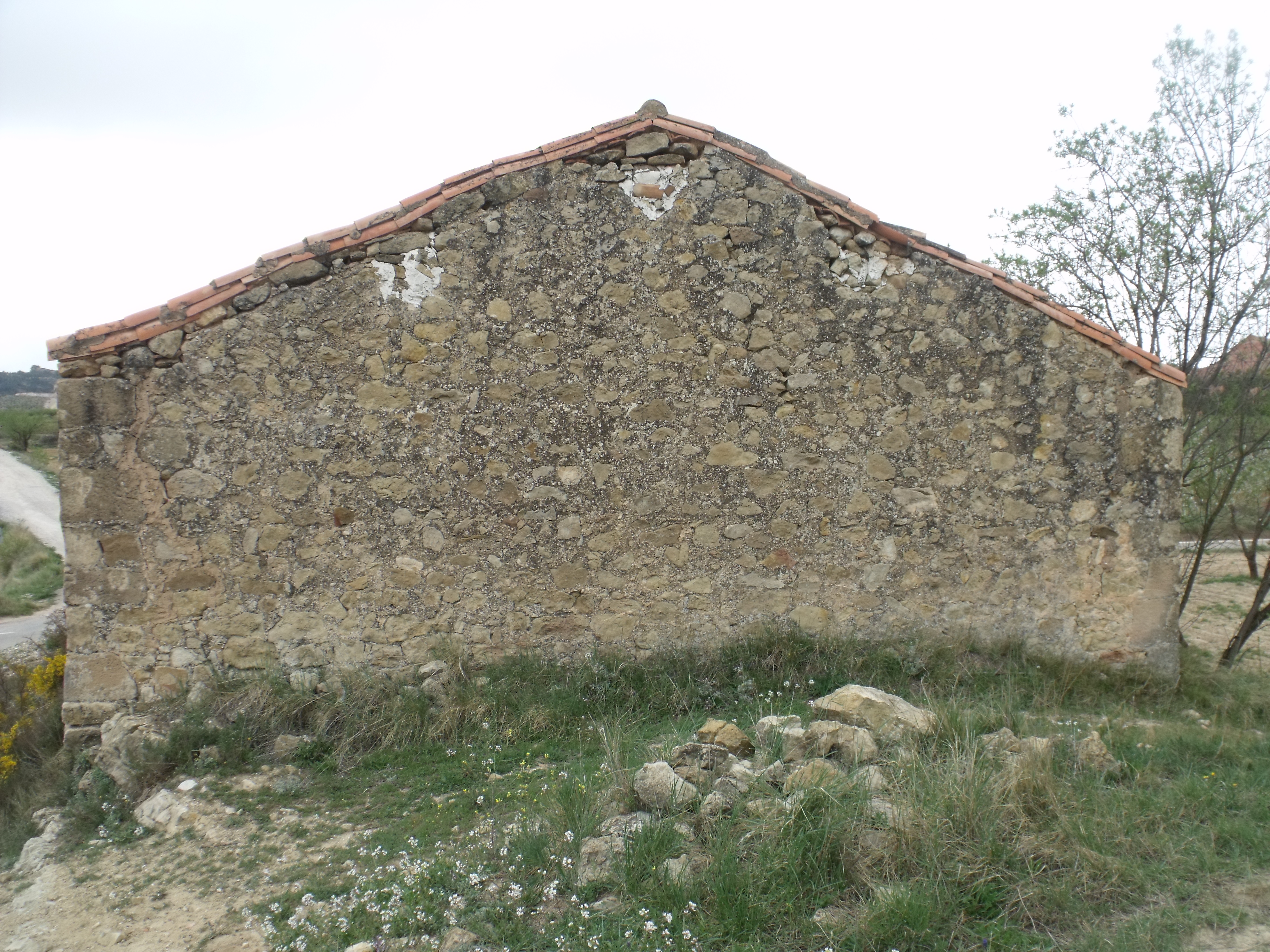
Fachada trasera
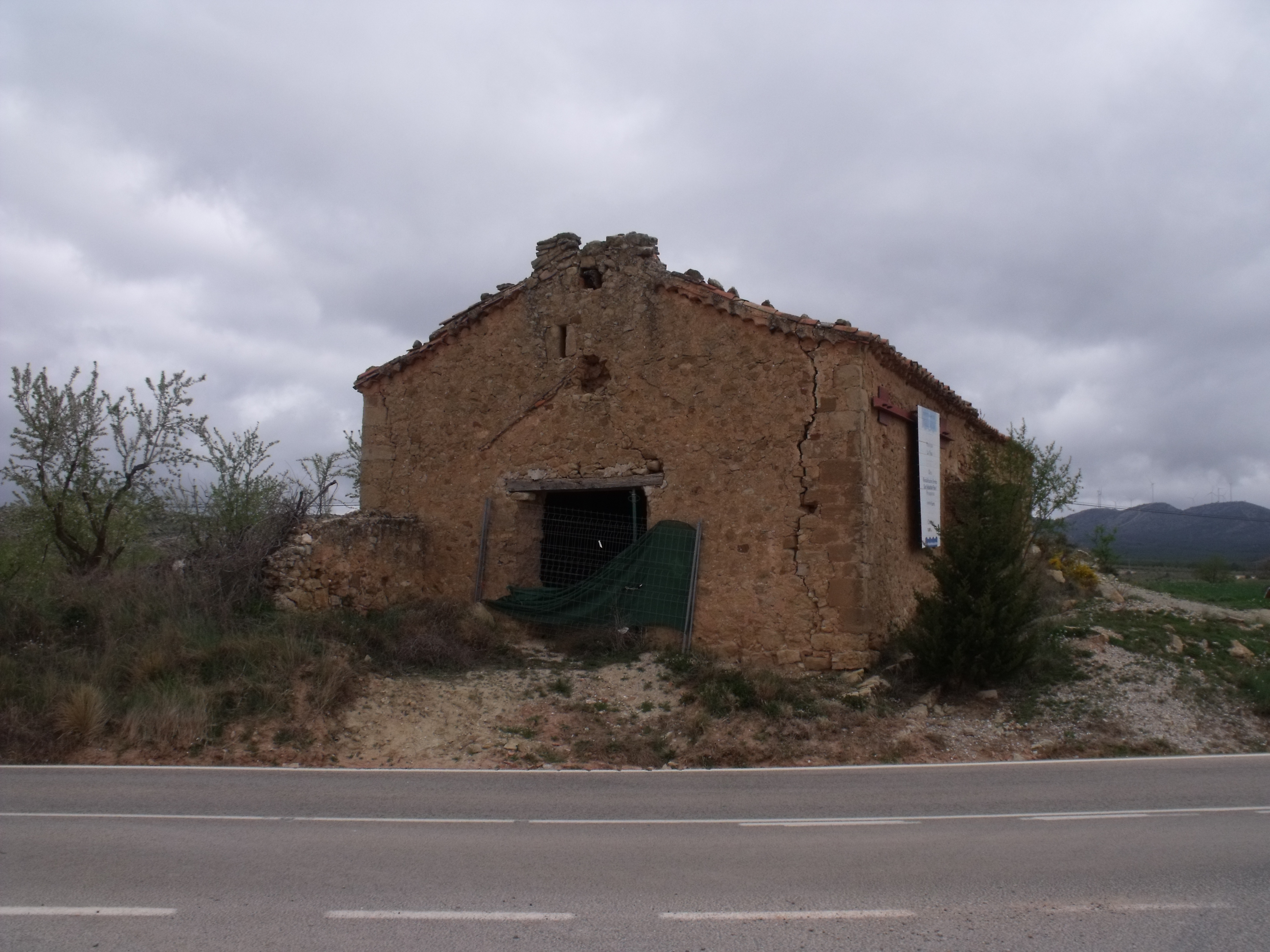
vista general de la ermita

En el interior el techo está soportado por vigas de madera y destacan dos arcos ligeramente apuntados.